# Бенюш
Бенюш — село в окрузі Брезно Банськобистрицького краю Словаччини. Станом на грудень 2015 року в селі проживало 1172 людей.

## Географія
Протікає річка Грон і Великий Зелений потік.

## Населення
| Рік:            | 1994. | 2004.   | 2014.   | 2024.   |
| --------------- | ----- | ------- | ------- | ------- |
| Кількість осіб: | 1186  | 1194    | 1170    | 1145    |
| Різниця:        |       | +0,67 % | -2,01 % | -2,13 % |

| Рік:            | 2023. | 2024.   |
| --------------- | ----- | ------- |
| Кількість осіб: | 1148  | 1145    |
| Різниця:        |       | -0,26 % |

## Інтернет-ресурси
- https://web.archive.org/web/20070427022352/http://www.statistics.sk/mosmis/eng/run.html
- http://benus.host.sk/ [Архівовано 21 січня 2007 у Wayback Machine.]
- http://benus.sk [Архівовано 26 травня 2005 у Wayback Machine.]
- Surnames of living people in Benus [Архівовано 6 жовтня 2011 у Wayback Machine.]